# HD 9446 b
إتش دي 9446 ب هو كوكب خارج المجموعة الشمسية اكتشف عام 2010، ويدور حول النجم إتش دي 9446 في كوكبة المثلث، ويبعد 53 فرسخ فلكي عن الأرض.